# Klismos

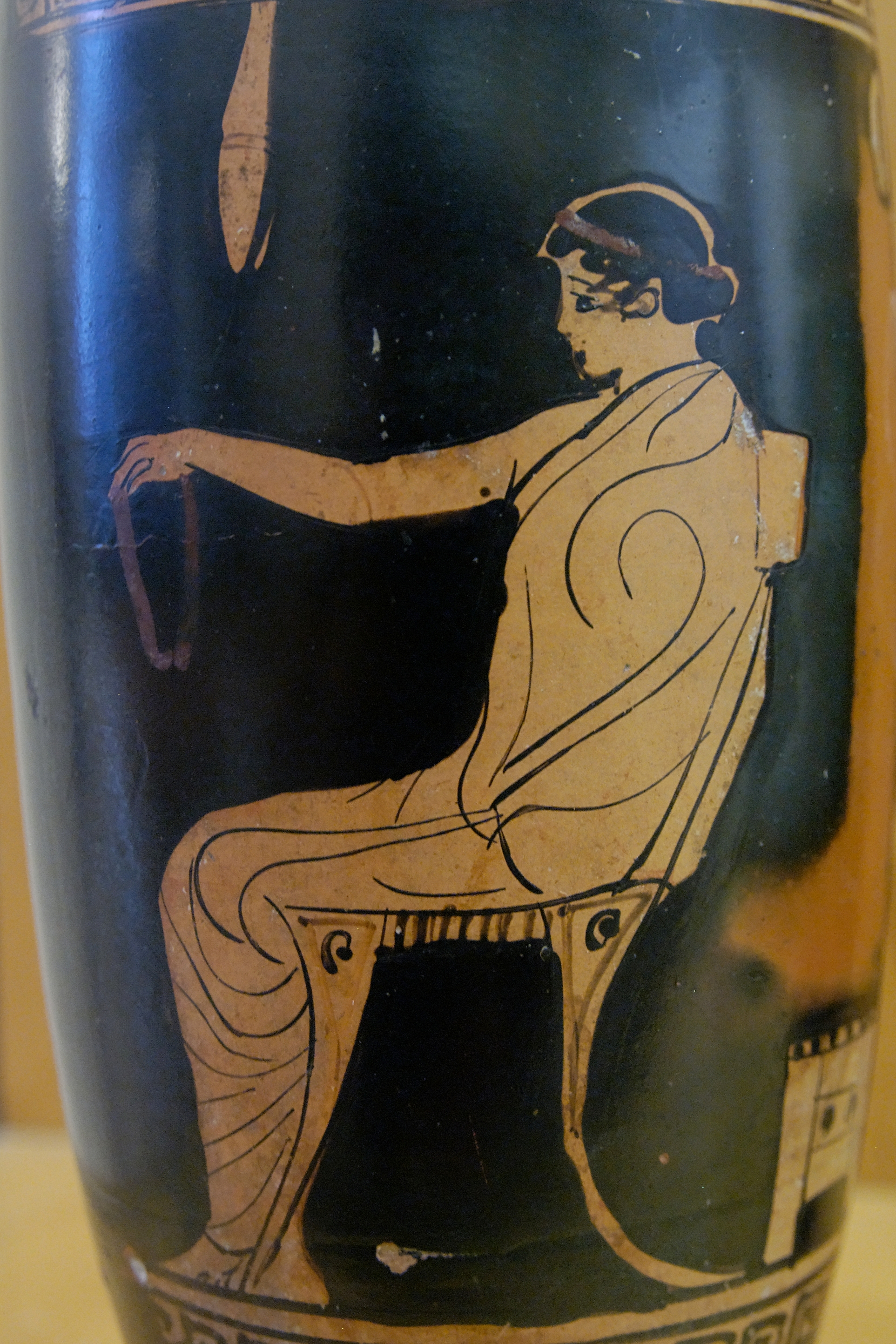
Kobieta siedząca na klismos. Fragment ceramiki

Klismos (gr.: κλισμός) – rodzaj krzesła używanego w starożytnej Grecji; było znane już w okresie archaicznym, swoją najbardziej dojrzałą formę osiągnęło w V w. p.n.e.
Krzesło to miało łukowate, silnie wygięte na zewnątrz, zwężające się nogi, z których tylne przechodziły w odchylone oparcie. Pozioma deska oparcia była pierwotnie prosta, następnie przyjęła formę wygiętą, wygodniejszą dla siedzącej osoby. Mebel był lekki i elegancki, bardzo dobrze dostosowany do proporcji ludzkiego ciała. 
Nie zachowały się oryginalne meble greckie, również klismos, wiedzę o nich czerpiemy z przedstawień na malarstwie wazowym, z płaskorzeźb, małych figurek terakotowych oraz z przekazów literatury. Na tych przedstawieniach klismos jest używane przede wszystkim przez kobiety, mężczyźni siedzą na thronos lub kathedra, spowodowane jest to prawdopodobnie małą wytrzymałością tego pierwszego. Przypuszcza się, że z powodu swej delikatnej konstrukcji (brak poprzeczek wiążących nogi i silne ich wygięcie ), klismos było nietrwałe. Siedzisko było wyplatane ze skórzanych pasków lub sznurów.
Kolejna hipoteza wiąże się z techniką wykonania - ponieważ Grecy znali metodę wyginania drewna na gorąco, uważa się, że właśnie w tej technologii wykonywano klismos.
Krzesło zostało w późniejszym okresie przejęte przez Rzymian. Ponowne zainteresowanie tą formą mebla pojawiło się w klasycyzmie.